# Maciej Pawłowski
Maciej Pawłowski (ur. 26 marca 1965 w Łodzi) – polski kompozytor, dyrygent, reżyser, aranżer, producent muzyczny i pedagog; od 1998 r. jest kierownikiem muzycznym licznych premier musicali w Teatrze Muzycznym „Roma" w Warszawie. Jego rock opera Szambalia do tekstów Anny Nowak-Otto, jako pierwsze w historii dzieło musicalowe polskich twórców, miała swoją premierę w Londynie (15 lipca 2014 r.) Jako dyrygent poprowadził ponad 3500 przedstawień i koncertów.
Jest autorem muzyki do kilkudziesięciu przedstawień teatralnych oraz kierownikiem muzycznym polskich prapremier musicali: Les Misérables, Upiór w operze, Akademia pana Kleksa, Taniec wampirów, Koty, Grease, Miss Saigon, Fame, Crazy for You, Józef i cudowny płaszcz snów w technikolorze, Aladyn Jr.
Jest absolwentem Sekcji Dyrygenckiej przy Wydziale Teorii Muzyki, Kompozycji, Rytmiki i Wychowania Muzycznego w Akademii Muzycznej w Łodzi klasy prof. Henryka Blachy.
Jest założycielem sieci autorskich szkół musicalowych (Autorska Szkoła Musicalowa Macieja Pawłowskiego) kształcących młodzież w zakresie śpiewu musicalowego, tańca i sztuki aktorskiej. W 2018 r. stworzył Teatr Muzyczny Artland.
Jest prezesem Fundacji ARTLAND.
Jest wiceprezesem warszawskiego oddziału Polskiego Towarzystwa Miłośników Astronomii.

## Działalność artystyczna

### Kierownik muzyczny musicali
- 2019 – Miss Saigon / Teatr Muzyczny w Łodzi[3]
- 2013 – Upiór w operze / Opera i Filharmonia Podlaska w Białymstoku
- 2011 – Aladyn JR / Teatr Muzyczny „Roma” w Warszawie
- 2010 – Les Misérables / Teatr Muzyczny „Roma” w Warszawie
- 2008 – Upiór w operze / Teatr Muzyczny „Roma” w Warszawie
- 2007 – Akademia pana Kleksa / Teatr Muzyczny „Roma” w Warszawie
- 2005 – Taniec wampirów / Teatr Muzyczny „Roma” w Warszawie
- 2004 – Koty / Teatr Muzyczny „Roma” w Warszawie
- 2003 – Musicale, ach te musicale... / Teatr Muzyczny „Roma” w Warszawie
- 2002 – Grease / Teatr Muzyczny „Roma” w Warszawie
- 2000 – Miss Saigon / Teatr Muzyczny „Roma” w Warszawie
- 2000 – Promises, Promises / Opera Nova w Bydgoszczy
- 1998 – Crazy for You / Teatr Muzyczny „Roma” w Warszawie
- 1997 – Fame / Teatr Powszechny im. Jana Kochanowskiego w Radomiu, Teatr Komedia w Warszawie
- 1996 – Promises, Promises / Teatr Powszechny w Łodzi
- 1996 – Józef i cudowny płaszcz snów w technikolorze / Teatr Powszechny im. Jana Kochanowskiego w Radomiu
- 1995 – The Wizard Of Oz / Teatr Powszechny w Łodzi

### Kompozycje muzyki baletowej
- Lamaila
- Sen nocy letniej
- Legenda z Wiślicy
- Sabat na Łyścu
- Urania (2018)
- Ainaru (2020)
- Terpsychora (2021)

### Kompozycje musicali
- Art Factory
- Legenda Łysej Góry

### Kompozycje innych dużych form scenicznych
- Rock opera – Szambalia
- Rock opera – Amazonki i Wikingowie
- Oratorium fabularyzowane – Bitwy Szambali

### Kompozycje muzyki do przedstawień teatralnych
- Antygona, Antygona
- Uczone białogłowy
- Mieszczanin szlachcicem
- Przede wszystkim trzeba kochać
- Rozmowy z katem
- Przyszedł mężczyzna do kobiety
- Balladyna
- Zielone rękawice
- W małym dworku
- Letnicy
- Gracze
- Czerwony Kapturek
- Jaś i Małgosia
- Kot w butach
- Kminek i Dezyderiusz
- Cuda i dziwy
- Poczekaj
- Miłość i gniew
- Upadłe Anioły
- Śmierć komiwojażera

### Realizacja przedstawień muzycznych
- Hej, to jeszcze nie koniec...!
- Ania z Zielonego Wzgórza
- Karmaniola
- Ciotka Karola
- Gdyby do szkoły chodziły anioły...
- Jest w tobie blues
- Cicha Noc
- Bajki samograjki
- Młodzi, którzy kochają
- Kity
- Ibusar

### Reżyseria
- Lamaila (widowisko taneczne, balet)
- Szambalia (rock opera)
- Gershwin (widowisko taneczne)
- Art Factory (musical)
- Amazonki i Wikingowie (rock opera)
- Taniec wampirów – mroczna legenda (musical)
- Grease – powrót legendy (musical)
- Czarodziej z Krainy Oz (musical)
- Wicked (musical)
- Baśniowe przygody Dorotki w Krainie Oz (musical)

### Opracowania muzyczne spektakli
- Love Story
- Odbita sława
- Po latach o tej samej porze

### Działalność pozateatralna
- 1990–1992 – stworzył i stanął na czele Studium Jazzowego przy Akademii Muzycznej w Łodzi.
- 1991 – był Prezesem Oddziału Łódzkiego Polskiego Stowarzyszenia Jazzowego.
- 1991–1992 – prowadził autorską audycję pt. „Więcej Jazzu” w Rozgłośni Łódzkiej Polskiego Radia.
- 1995 – był producentem muzycznym „Festiwalu Piosenki Filmowej” (Teatr Wielki w Łodzi).
- 1995 – był producentem muzycznym koncertu telewizyjnego „Noc Świętojańska z mistrzem Ildefonsem”.
- 1998 – był producentem muzycznym „Inwazji Mocy” – zorganizowanej przez Radio RMF FM.
- 2002 – był kierownikiem muzycznym i dyrygentem (producentem muzycznym) Sylwestra 2002/2003 w Programie 2 TVP.
- 2002 – był producentem muzycznym koncertu „Złote Lata Swingu” z udziałem własnego big-bandu oraz Ewy Bem.
- 2003 – był kierownikiem muzycznym i dyrygentem w imprezie wręczenia „Paszportów Polityki” – programu transmitowanego przez Program 2 TVP.
- 2003 – był Kierownikiem Muzycznym i dyrygentem dwugodzinnej transmisji z Jubileuszu Teatru Muzycznego ROMA pt. „Musicale, ach te musicale...” transmitowanego przez Program 2 TVP.
- 2004 – Jako asystent Roberta Sadina stworzył i przygotował „Roma Symphony Orchestra” do koncertu „Herbie Hancocka – Gershwin’s World” w ramach Ery Jazzu.
- 2004 – „Jazz Gala z Ewą Bem i Big Roma Band Macieja Pawłowskiego” – 31 grudnia – Teatr Muzyczny „Roma” w Warszawie.
- 2005 – „Koncert piosenek Andrzeja Zauchy” – 24 października – Teatr Muzyczny „Roma” w Warszawie.
- 2007 – stworzył na terenie Polski sieć autorskich szkół musicalowych.
- 2016 – opracował muzycznie (aranżacja i orkiestracja) Koncert muzyki Andrzeja Korzyńskiego – Program 2 TVP.

### Otrzymane nagrody
- 1986 – Wyróżnienie indywidualne na Festiwalu „Jazz Juniors '86” (saksofon).
- 1989 – Nagroda Specjalna na Festiwalu „Jazz Juniors '89” (Young Jazz Orchestra).
- 1990 – Nagroda Specjalna na Festiwalu „Jazz Juniors '90” (Young Jazz Orchestra).
- 1995 – I Nagroda na „Festiwalu Aktorskiej Interpretacji Piosenki” we Wrocławiu (wraz z Gabrielą Muskałą).
- 1998 – II Nagroda na „Festiwalu Aktorskiej Interpretacji Piosenki” we Wrocławiu (wraz z Agnieszką Dygant).
- 2005 – Przyznanie „Złotej Płyty” za nagranie płyty Koty.
- 2007 – Przyznanie „Platynowej Płyty” za nagranie płyty Taniec wampirów.
- 2009 – Przyznanie „Złotej Płyty” za nagranie płyty Akademia pana Kleksa.
- 2007 – Przyznanie podwójnej „Platynowej Płyty” za nagranie płyty Upiór w operze.
- 2011 – Przyznanie „Złotej Płyty” za nagranie płyty Les Miserables.
- 2019 – Nagroda Prezydenta Miasta Łodzi za działalność artystyczną.
- 2019 – Osobowość Roku 2019 w Łodzi.[4]
- 2019 – Osobowość Roku 2019 województwa łódzkiego.[5]
- 2022 – Złota Odznaka Polskiego Towarzystwa Miłośników Astronomii.

### Dyskografia
- 1996 – Cat O’Nine Tails
- 1998 – FAME the Musical
- 1998 – Kolędy Polskie
- 2000 – Crazy For You
- 2000 – Miss Saigon
- 2001 – Grease
- 2004 – Miłość i Gniew
- 2004 – Koty – Złota Płyta
- 2006 – Taniec wampirów – Platynowa Płyta
- 2007 – Akademia pana Kleksa – Złota Płyta
- 2008 – Upiór w operze – potrójna Platynowa Płyta
- 2011 – Les Miserables – Złota Płyta
- 2019 – Urania